# Calvaria
 (décembre 2023).
La calvaria (ou voûte crânienne ou neurocrâne membraneux) est la partie supérieure du crâne. Elle forme la partie supérieure du neurocrâne et recouvre la cavité crânienne contenant le cerveau. Il constitue l'élément principal du toit du crâne.
La calvaria est constituée des parties supérieures de l'os frontal, de l'os occipital et des os pariétaux. Dans le crâne humain, les sutures entre les os restent normalement flexibles pendant les premières années du développement postnatal et les fontanelles sont palpables. L'ossification complète prématurée de ces sutures est appelée craniosténose.

## Structure
La calvaria est constituée des os pariétaux et des écailles de l'os frontal, des os temporaux et de l'os occipital.
L'ensemble de ses éléments est constitué d'os plats et membraneux relié par du tissu fibreux au niveau des sutures.
Elle est traversée en avant par la suture coronale et en arrière par la suture lambdoïde, tandis que la suture sagittale se situe dans le plan médial entre les os pariétaux.
Leurs faces externes forment la lame externe de la calvaria (ou table externe de la voûte du crâne) et leurs faces internes forment la lame interne de la calvaria (ou table interne de la voûte du crâne). Ces deux couches sont constituées d'os cortical. La lame interne est plus fine que la lame externe. Elles sont recouvertes extérieurement de périoste formant le péricrâne.
Entre ces deux couches, se trouve une couche d'os spongieux formant la diploë.

### Surface externe
La surface externe de la calvaria est convexe et marquée par les sutures.
Elle possède deux points de repères craniométriques : le bregma au point de rencontre de l’os frontal et des deux os pariétaux et le lambda au point de rencontre des deux os pariétaux et de l’os occipital. La région le plus élevée de la calvaria est le vertex.
Au niveau de sa partie arrière sur les os pariétaux, prés de leur bord sagittal et à proximité de leur bord occipital, se trouvent les deux foramens pariétaux.

### Surface interne
La surface interne est concave et marquée par de nombreux reliefs.
Un sillon osseux médian marque sa surface : le sillon du sinus sagittal supérieur dont les bords servent d'attache à la faux du cerveau et loge le sinus sagittal supérieur.
De chaque côté de ce sillon au niveau de l'os frontal et des os pariétaux, sont visibles les fossettes granulaires (ou fossettes de Pacchioni) formées par les végétations du tissu sous-arachnoïdien.
Elle présente également des dépressions recevant les circonvolutions du cerveau : les impressions digitales ou empreintes digitiformes séparées par les reliefs marqués par les sillons cérébraux.
Les vaisseaux méningés y marquent également de nombreux sillons veineux et artériels.

### Diploë
La diploë est constitué d'os spongieux contenant de la moelle osseuse rouge dans laquelle circulent les canaux du diploë formés par les veines diploëtiques.Embryologie

## Embryologie
Les os ou les parties osseuses constituant la calvaria sont issus d'une ossification endoconjonctive.
A la naissance, la calvaria n'est pas complètement formée. Les sutures ne sont pas complétement fermées et laissent place aux fontanelles. Celles-ci sont complétement ossifiées vers l'âge de 2 ans.